# All Hail King Julien
All Hail King Julien (Saúdem Todos o Rei Julien em português brasileiro, Viva o Rei Juliano em português europeu) é uma série animação computadorizada americana criada pela DreamWorks Animation. Ela é baseada na franquia Madagascar, tendo como protagonista o lêmure Rei Julien com a história se passando antes dos acontecimentos do primeiro filme. A série estreou originalmente na Netflix no dia 19 de dezembro de 2014.
Em Portugal, o série estreou no Canal Panda em 16 de janeiro de 2016, na TVI em 28 de dezembro de 2021 e na SIC K em 4 de julho de 2022. No Brasil, também esteve na Netflix até novembro de 2023, quando foi retirado do catálogo da Netflix em todo o mundo. A série também foi exibida no Brasil pela TV paga, pelo Discovery Kids.[carece de fontes?] Desde 2023, é exibida pelo Gloob e faz parte do catálogo do Globoplay.

## Enredo
Quando o Rei Julien XII (conhecido como "Tio Rei Julien"), um rigoroso e covarde lêmure-de-cauda-anelada deixa seu reino temendo ser devorado pelas fossas ele passa a coroa para seu sobrinho Rei Julien XIII, um egoísta, festeiro e imaturo lêmure. Enquanto o Tio Rei Julien vai embora o novo Rei Julien entra numa série de problemas liderando seus súditos com muita diversão.

## Personagens
- Rei Julien (português brasileiro) ou Rei Juliano (português europeu) - Um imaturo e incompetente rei que lidera uma tribo de lêmures em Madagascar. Gosta de festas e falar de sua própria pessoa, mas, por não ser muito inteligente, está sempre acompanhado de seu assistente Maurice.
- Mork (português brasileiro) ou Bart (português europeu) - Um doce e infantil lêmure-rato, principal adorador do Rei Julien, principalmente do seu pé.
- Maurice (português brasileiro) ou Maurício (português europeu) - O assistente de Julien, um aie-aie sempre sério e a voz da razão.
- Clover (português brasileiro) ou Clara (português europeu) - A guarda-costas que cuida da segurança de Julien. É uma personagem exclusiva da série.
- Horst - Um lêmure que é sempre visto com uma bebida e aparece pelo menos uma vez em cada episódio
- Tio Rei Julien (português brasileiro) ou Tio Rei Juliano (português europeu) - sempre querendo sua coroa de volta, e querendo se vingar do seu sobrinho, Julien.
- Masikura -  a camaleão vidente do reino, prevê o futuro,mas Julien quase sempre não dá atenção.
- Willie - lêmure  que sempre diz "nós todos vamos morrer".
- Ted - capitão do navio fraudinha pichada, lêmure bastante engraçado, que aparece em quase todos os episódios.
- Tino -  um cientista "excêntrico", sempre vítima das invenções de Julien.
- Sage - lêmure com frases vagas, sempre pacifista.
- Dorothy - esposa do Ted aparece junto a ele ou só em quase todos os episódios.
- Crimson - irmã gêmea da Clover e aliada do Tio Rei de Julien.
- Príncipe Bart e Princesa Jilienne - são os pais do Rei Julien.